# راميون بيكارسكيتي
راميون بيكارسكيتي مواليد 5 أكتوبر 1980 في ليتوانيا، هي لاعبة كرة يد أيسلندية تلعب كظهير أيسر. رغم أنها ولدت في ليتوانيا إلا أنها حصلت على الجنسية الأيسلندية في 2012 ومثل منتخب أيسلندا للسيدات.

## سجل المنافسة
شارك في البطولات التالية:
- بطولة أوروبا لكرة اليد للسيدات 2012